# Angiossarcoma
Angiosarcoma é um câncer das células que revestem as paredes dos vasos sanguíneos ou vasos linfáticos. O revestimento das paredes dos vasos é chamada endotélio. Câncer de paredes de vasos sanguíneos podem também ser chamados hemangiossarcoma e cânceres das paredes dos vasos linfáticos também podem ser denominados linfangiossarcomas.
Uma vez que as células cancerígenas podem ser transportadas pelo sangue ou fluxo linfático, angiossarcomas podem mais facilmente metatizar para sítios distantes, particularmente o fígado e os pulmões. A maioria dos tumores viscerais de parede de vasos sanguíneos e linfáticos são cancerosos (malignos). Hemangiossarcomas e linfangiossarcomas da pele não são comuns. O sarcoma de Kaposi é um tipo de câncer que também é oriundo de células endoteliais. Angiossarcomas mostram sinais de hemorragia e necrose. Patologicamente, células tumorais mostram maior relação núcleo-citoplasma, hipercromasia nuclear, pleomorfismo nuclear e alta atividade mitótica.
Angiossarcoma do fígado, um raro tumor letal, é observado em trabalhadores intensamente expostos ao gás de cloreto de vinila por períodos prolongados, durante o trabalho em usinas de polimerização de cloreto de polivinil (PVC). Ele também é associado exposição a arsênio, inseticidas e torotrasto (suspensão de partículas de dióxido de tório). Em cães, hemangiosarcoma é relativamente comum, principalmente em raças maiores, como o golden retriever e labradores.